# Erick Noriega (futbolista)
Erick Carlos Noriega Loret de Mola (Nagoya, Japón; 22 de octubre de 2001) es un futbolista peruano nacido en Japón. Juega como mediocentro defensivo y su equipo actual es Grêmio del Campeonato Brasileño de Serie A.

## Carrera
De padre peruano y madre peruana japonesa (Nikkei), Noriega nació en Nagoya, Japón, en 2001, y fue inscrito como peruano, ya que Japón no permite la doble nacionalidad. En 2016 fichó por el Shimizu S-Pulse. Luego de su carrera en Machida Zelvia, la falta de oportunidades en Japón impulsaría a Noriega a comenzar a jugar en Perú al jugar para la Universidad de San Martín en la Liga 1 2023 y luego jugó para Comerciantes Unidos en la Apertura de la Liga 1 2024 porque para la Clausura se iría a Alianza Lima. Al inicio jugaba de defensa. Pero en 2025 Néstor Gorosito lo convirtió en mediocampista.

## Selección peruana
En 2019, Noriega sería convocado para jugar con la selección nacional de fútbol sub-19 de Japón y jugaría contra Colombia, Bélgica y la selección mayor de Japón. En 2023 fue convocado a la selección sub-23 del Perú por Guillermo del Solar, un año después fue convocado a la selección mayor por Jorge Fossati, debutó el 22 de marzo de 2024, en un partido amistoso ante Nicaragua entrando en el minuto 73 en reemplazo de Carlos Ascues.

### Partidos con la selección absoluta
| Partidos internacionales | Partidos internacionales | Partidos internacionales | Partidos internacionales | Partidos internacionales | Partidos internacionales | Partidos internacionales |
| N.º                      | Fecha                    | Ciudad                   | Local                    | Resultado                | Visitante                | Competición              |
| ------------------------ | ------------------------ | ------------------------ | ------------------------ | ------------------------ | ------------------------ | ------------------------ |
| 1.                       | 22-03-2024               | Lima                     | Perú                     | 2-0                      | Nicaragua                | Amistoso                 |

## Estadísticas

### Clubes
Actualizado al último partido disputado el 16 de agosto de 2025.
| Club                             | Div.          | Temporada     | Liga  | Liga  | Copas nacionales | Copas nacionales | Copas internacionales | Copas internacionales | Total | Total |
| Club                             | Div.          | Temporada     | Part. | Goles | Part.            | Goles            | Part.                 | Goles                 | Part. | Goles |
| -------------------------------- | ------------- | ------------- | ----- | ----- | ---------------- | ---------------- | --------------------- | --------------------- | ----- | ----- |
| FC Machida Zelvia Japón          | 2.ª           | 2020          | 7     | 0     | —                | —                | —                     | —                     | 7     | 0     |
| FC Machida Zelvia Japón          | Total club    | Total club    | 7     | 0     | 0                | 0                | 0                     | 0                     | 7     | 0     |
| Shimizu S-Pulse Japón            | 1.ª           | 2021          | 1     | 0     | 1                | 0                | —                     | —                     | 2     | 0     |
| Shimizu S-Pulse Japón            | Total club    | Total club    | 1     | 0     | 1                | 0                | 0                     | 0                     | 2     | 0     |
| SV Straelen · Alemania           | 3.ª           | 2021-22       | 0     | 0     | 0                | 0                | —                     | —                     | 0     | 0     |
| SV Straelen · Alemania           | Total club    | Total club    | 0     | 0     | 0                | 0                | 0                     | 0                     | 0     | 0     |
| Universidad de San Martín · Perú | 2.ª           | 2023          | 25    | 2     | —                | —                | —                     | —                     | 25    | 2     |
| Universidad de San Martín · Perú | Total club    | Total club    | 25    | 2     | 0                | 0                | 0                     | 0                     | 25    | 2     |
| Comerciantes Unidos · Perú       | 1.ª           | 2024          | 16    | 0     | —                | —                | —                     | —                     | 16    | 0     |
| Comerciantes Unidos · Perú       | Total club    | Total club    | 16    | 0     | 0                | 0                | 0                     | 0                     | 16    | 0     |
| Alianza Lima · Perú              | 1.ª           | 2024          | 16    | 1     | —                | —                | —                     | —                     | 16    | 1     |
| Alianza Lima · Perú              | 1.ª           | 2025          | 21    | 2     | —                | —                | 14                    | 0                     | 35    | 2     |
| Alianza Lima · Perú              | Total club    | Total club    | 37    | 3     | 0                | 0                | 14                    | 0                     | 51    | 3     |
| Grêmio · Brasil                  | 1.ª           | 2025          | 0     | 0     | 0                | 0                | 0                     | 0                     | 0     | 0     |
| Grêmio · Brasil                  | Total club    | Total club    | 0     | 0     | 0                | 0                | 0                     | 0                     | 0     | 0     |
| Total carrera                    | Total carrera | Total carrera | 86    | 5     | 1                | 0                | 14                    | 0                     | 101   | 5     |

### Selecciones
Actualizado el 23 de marzo de 2024.
| Selección                                                                       | Temporada     | Amistosos | Amistosos | Sudamérica(1) | Sudamérica(1) | Total | Total | Media goleadora |
| Selección                                                                       | Temporada     | Part.     | Goles     | Part.         | Goles         | Part. | Goles | Media goleadora |
| ------------------------------------------------------------------------------- | ------------- | --------- | --------- | ------------- | ------------- | ----- | ----- | --------------- |
| Absoluta · Perú                                                                 | 2024          | 1         | 0         | 0             | 0             | 1     | 0     | 0               |
| Absoluta · Perú                                                                 | Total         | 1         | 0         | 0             | 0             | 1     | 0     | 0               |
| Total carrera                                                                   | Total carrera | 1         | 0         | 0             | 0             | 1     | 0     | 0               |
| (1) Incluye los partidos de la Copa América y las Clasificatorias Sudamericanas |               |           |           |               |               |       |       |                 |